# Мерри, Джон Миддлтон
Джон Миддлтон Мерри (англ. John Middleton Murry; 6 августа 1889, Лондон — 13 марта 1957, Берри-Стрит Эдмундс, Саффолк) — британский писатель, журналист и литературный критик, второй муж писательницы Кэтрин Мэнсфилд (1918—1923).

## Биография и творчество
Написав за свою жизнь несколько десятков книг и несколько тысяч статей и эссе, он был известен своими своеобразными для его времени взглядами на литературу, религию и различные социальные вопросы. С 1911 по 1913 год был редактором литературного журнала «Rhythm», в 1919—1921 годах возглавлял журнал «Атенеум», ставший рупором писателей группы Блумсбери, в 1923 году основал вскоре ставший авторитетным журнал «Адельфи» (с 1927 — «New Adelphi»), который соперничал с журналом Т. С. Элиота The Criterion. Дружил с Джойсом Кэри, Д. Г. Лоуренсом, тесно сотрудничал с Анной Марией Холл.
Известен своими крупными работами о творчестве Китса и Шекспира и серьёзной критикой английской поэзии начала XX века; в 1935 году опубликовал автобиографию. Активно пропагандировал идеи пацифизма, антифеминизма и христианства (даже собирался стать англиканским священником).
В 1930-е годы сильно увлекался марксизмом, поддерживая Независимую социалистическую партию Великобритании; тем не менее с 1948 года и до конца жизни активно высказывался против политики СССР и всего, что было связано с социализмом.
Джон Миддлтон Мерри умер 13 марта 1957 года в городе Лондоне.

## Образ в культуре
Колоритный персонаж британской общественной и литературной сцены, Мерри стал прототипом героев Лоуренса (роман «Влюблённые женщины»), Хаксли («Контрапункт»), Грэма Грина («Это поле боя») и др.